# NGC 2956
NGC 2956 ist eine Balken-Spiralgalaxie vom Hubble-Typ SBb im Sternbild Hydra. Sie ist schätzungsweise 422 Millionen Lichtjahre von der Milchstraße entfernt.
Das Objekt wurde im Jahre 1886 von Frank Muller entdeckt.